# آندرژی یاکیموفسکی
آندرژی یاکیموفسکی (لهستانی: Andrzej Jakimowski؛ زادهٔ ۱۷ اوت ۱۹۶۳) کارگردان، فیلم‌نامه‌نویس و تهیه‌کننده اهل لهستان است.
از فیلم‌هایی که وی کارگردانی نموده می‌توان به فیلم ترفندها و همبستگی، همبستگی... اشاره کرد.